# Verspeenrobot
Een verspeenrobot is een machine die automatisch planten verspeent in de professionele tuinbouw. De machine neemt de plantjes uit een multiceltray en plaatst deze in een tray met grotere cellen of in potten. 
De eerste verspeenrobots kwamen pas eind vorige eeuw op de markt. Het is dus een vrij recente ontwikkeling. Niettegenstaande de markt van verspeenrobots vrij beperkt is zijn er toch een aantal producenten die er behoorlijk wat in geïnvesteerd hebben. Waar de eerste verspeenrobots een eerder kleine capaciteit hadden en enkel geschikt waren voor gemakkelijk plantgoed is de huidige generatie in staat om tegen zeer hoge capaciteiten vrijwel alle planten te manipuleren. 
Optioneel worden deze machines uitgerust met een vision-systeem dat van elke plant een digitale foto maakt, deze analyseert en ze vervolgens in verschillende categorieën indeelt volgens grootte en/of kleur. 
De meest toonaangevende producenten zijn de Nederlandse bedrijven TTA en Visser en het Italiaanse Urbinati.